# 诺埃尔·泰勒
诺埃尔·泰勒（英語：Noel Taylor，？—），新西兰男子田径运动员，主攻长跑。他曾代表新西兰参加1950年大英帝国运动会田径比赛，获得男子6英里铜牌。